# Rhodacarus longisetosus
Rhodacarus longisetosus är en spindeldjursart som beskrevs av V.P. Shcherbak 1980. Rhodacarus longisetosus ingår i släktet Rhodacarus och familjen Rhodacaridae. Inga underarter finns listade i Catalogue of Life.